# Trapecio (geometría)
En la geometría se llama trapecio a un cuadrilátero que tiene solamente un par de lados paralelos.
Un trapecio es necesariamente un cuadrilátero convexo en geometría euclídea. Los lados paralelos se llaman bases del trapecio. Los otros dos lados se llaman catetos (o lados laterales) si no son paralelos; en caso contrario, el trapezoide es un paralelogramo, y hay dos pares de bases. Un trapezoide escaleno es un trapezoide sin lados de igual medida, en contraste con los casos especiales que aparecen a continuación.

## Etimología ytrapeciofrente atrapezoide

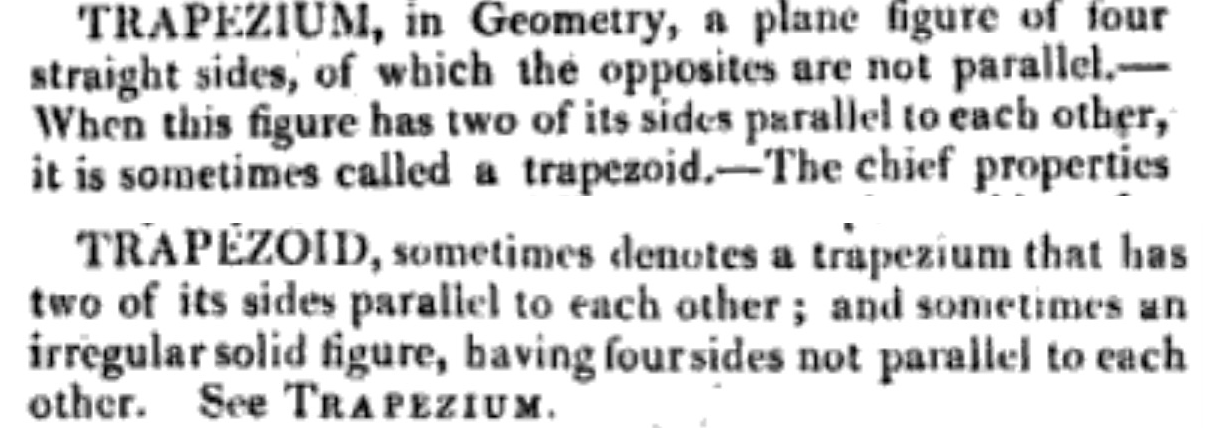
"Trapecio" y "Trapezoide": error de Hutton (1795)

El matemático de la antigua Grecia Euclides definió cinco tipos de cuadriláteros, de los cuales cuatro tenían dos conjuntos de lados paralelos (conocidos en español como cuadrado, rectángulo, rombo y romboide) y el último no tenía dos conjuntos de lados paralelos - un τραπέζια (trapezia literalmente "una mesa", a su vez de τετράς (tetrás), "cuatro" + πέζα (péza), "un pie; extremo, frontera, borde").

- un par de lados paralelos - un trapecio (τραπέζιον), dividido en trapecios isósceles (catetos iguales) y escalenos (desiguales).
- sin lados paralelos - trapezoide (τραπεζοειδή, trapezoeidé, literalmente parecido a un trapecio (εἶδος significa "se parece"), del mismo modo que cuboide significa cuboparecido y romboide significa romboparecido).

Todas las lenguas europeas siguen la estructura de Proclus como el inglés hasta finales del siglo XVIII, hasta que un influyente diccionario matemático publicado por Charles Hutton en 1795 apoyó sin explicación una transposición de los términos. Este error se corrigió en el inglés británico hacia 1875, pero se mantuvo en el inglés americano hasta nuestros días.
A continuación se presenta una tabla comparativa de usos, con las definiciones más específicas en la parte superior y las más generales en la parte inferior.
Dos tipos de trapezia fueron introducidos por Proclus (412 a 485 d. C.) en su comentario al primer libro de Elementos de Euclides.
| Tipo             | Grupos de caras paralelas | Imagen | Terminología original    | Terminología original                            | Terminología original                                                        | Terminología moderna                     | Terminología moderna   |
| ---------------- | ------------------------- | ------ | ------------------------ | ------------------------------------------------ | ---------------------------------------------------------------------------- | ---------------------------------------- | ---------------------- |
|                  |                           |        | Euclides (Definition 22) | Proculus (Definitions 30-34, quoting Posidonius) | Euclides / definición de Proculus                                            | British English (and European languages) | American English       |
| Paralelogramo    | 2                         |        | ῥόμβος (rombos)          | ῥόμβος (rombos)                                  | equilátero pero no rectángulo                                                | Rhombus/Parallelogram                    | Rhombus/Parallelogram  |
| Paralelogramo    | 2                         |        | ῥομβοειδὲς (rhomboides)  | ῥομβοειδὲς (rhomboides)                          | lados opuestos y ángulos iguales entre sí pero no equiláteros ni rectángulos | Rhomboid/Parallelogram                   | Rhomboid/Parallelogram |
| No paralelogramo | 1                         |        | τραπέζια (trapezia)      | τραπέζιον ἰσοσκελὲς (trapezion isoskelés)        | Dos lados paralelos y una línea de simetría                                  | Isosceles Trapezium                      | Isosceles Trapezoid    |
| No paralelogramo | 1                         |        | τραπέζια (trapezia)      | τραπέζιον σκαληνὸν (trapezion skalinón)          | Dos lados paralelos y ninguna línea de simetría                              | Trapezium                                | Trapezoid              |
| No paralelogramo | 0                         |        | τραπέζια (trapezia)      | τραπέζοειδὲς (trapezoides)                       | Sin lados paralelos                                                          | Irregular quadrilateral/Trapezoid        | Trapezium              |

## Definición inclusiva frente a definición exclusiva
Existe cierto desacuerdo sobre si los paralelogramos, que tienen dos pares de lados paralelos, deben considerarse trapezoides. Algunos definen un trapezoide como un cuadrilátero que tiene sólo un par de lados paralelos (la definición exclusiva), excluyendo así los paralelogramos. Otros definen un trapezoide como un cuadrilátero con al menos un par de lados paralelos (la definición inclusiva), lo que convierte al paralelogramo en un tipo especial de trapecio. Esta última definición es coherente con sus usos en matemáticas superiores, como en el cálculo. Este artículo utiliza la definición inclusiva y considera los paralelogramos como casos especiales de un trapecio. Esto también se defiende en la taxonomía de los cuadriláteros.
Según la definición inclusiva, todos los paralelogramos (incluidos los rombos, los cuadrados y los rectángulos no cuadrados) son trapecios. Los rectángulos tienen simetría especular en los bordes medios; los rombos tienen simetría especular en los vértices, mientras que los cuadrados tienen simetría especular tanto en los bordes medios como en los vértices.

## Casos especiales

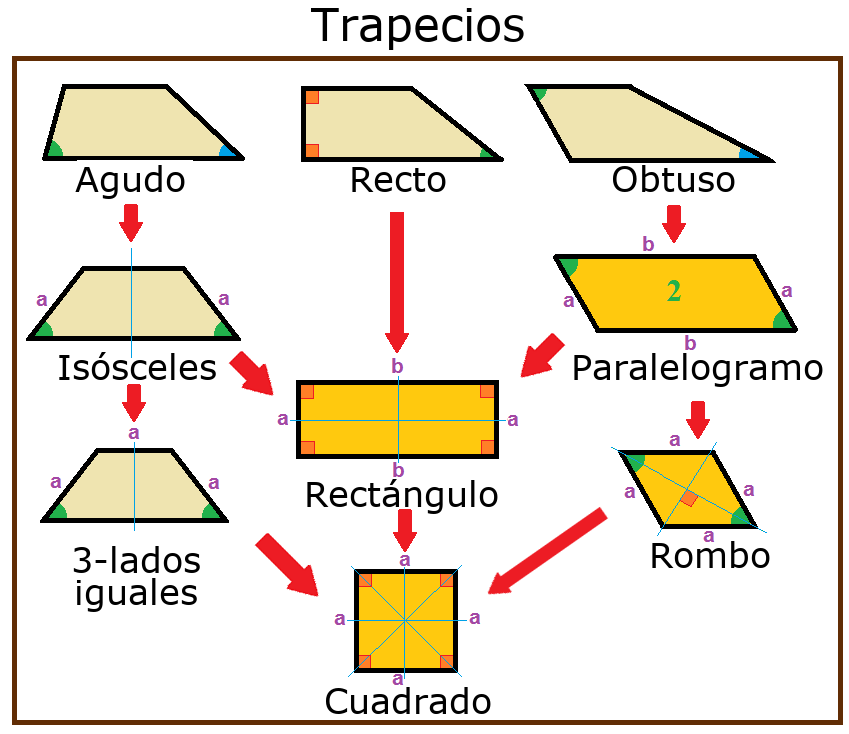
Casos especiales de trapecios. Las figuras naranjas también se califican como paralelogramos

Un trapecio recto (también llamado trapecio rectángulo) tiene dos ángulos rectos adyacentes. Los trapecios rectángulos se utilizan en la regla del trapecio para estimar áreas bajo una curva.
Un trapecio agudo tiene dos ángulos agudos adyacentes en su arista base más larga, mientras que un trapecio obtuso' tiene un ángulo agudo y otro obtuso en cada base.
Un trapecio isósceles es aquel en el que los ángulos de las bases tienen la misma medida. Como consecuencia, los dos catetos también tienen la misma longitud y presenta [simetría especular]]. Esto es posible para trapecios agudos o trapecios rectángulos.
Un paralelogramo es un trapecio con dos pares de lados paralelos. Un paralelogramo tiene simetría rotacional central doble (o simetría central). Es posible para trapecios obtusos o trapecios rectos (rectángulos).
Un trapecio tangencial' es aquel en el que es posible inscribir una circunferencia.
Un cuadrilátero de Saccheri es similar a un trapecio en el plano hiperbólico, con dos ángulos rectos adyacentes, mientras que es un rectángulo en el plano euclídeo. Un cuadrilátero de Lambert en el plano hiperbólico tiene 3 ángulos rectos.

## Condición de existencia
Cuatro longitudes a, c, b, d pueden constituir los lados consecutivos de un trapecio no paralelogramo con a y b paralelos sólo cuando.
{\displaystyle \displaystyle |d-c|<|b-a|<d+c.}
El cuadrilátero es un paralelogramo cuando {\displaystyle d-c=b-a=0}, pero es un cuadrilátero extangencial (que no es un trapecio) cuando {\displaystyle |d-c|=|b-a|\neq 0}.: p. 35 

## Terminología frecuente
Elementos relevantes del trapecio, además de los heredados del cuadrado:
- A sus lados paralelos se les llama bases del trapecio.
- Altura del trapecio es un segmento que une perpendicularmente las dos bases o sus prolongaciones. La altura también es la longitud del segmento del mismo nombre y coincide con la distancia entre las bases. Véase ɑ con un segmento azul en la figura.
- Se denomina mediana al segmento que une los puntos medios de los lados no paralelos.[18] Véase m con un segmento verde en la figura. Se obtiene sumando las dos bases y dividirlas en dos partes iguales.

## Tipos
Los trapecios respecto a sus ángulos internos, pueden ser rectángulos, isósceles o escalenos:
- Trapecio rectángulo es aquel que tiene un lado perpendicular a sus bases. Véase 1 en la imagen derecha.
  - Tiene dos ángulos internos rectos, uno agudo y otro obtuso.
- Trapecio isósceles es aquel que tiene los lados no paralelos de igual medida. Véase 2 en la imagen derecha.
  - Tiene un eje de simetría que pasa por el punto medio de sus bases.
  - Tiene dos ángulos internos agudos iguales sobre una base y dos ángulos internos obtusos iguales en la otra base.
  - Tiene sus dos diagonales iguales.
  - Sus ángulos internos opuestos son suplementarios, es decir, la suma es {\displaystyle 180^{\circ }} y por tanto es inscribible.
- Trapecio escaleno es el que no es isósceles ni rectángulo. Véanse en 3 que a ángulo obtusos se opone uno agudo y viceversa, pero véase en 4 que a ángulos obtusos se opone otro obtuso y a ángulo agudo se opone otro agudo.
  - Sus lados no paralelos tienen longitudes diferentes.
  - Sus cuatro ángulos internos son diferentes.

### Propiedades
- La longitud de la mediana, m, de un trapecio es igual a la suma de la longitud de sus bases, a y b dividida entre dos:

{\displaystyle m={\frac {a+b}{2}}}
- El segmento que une los puntos medios de sus diagonales, n, tiene una longitud igual a la base mayor menos la menor dividida entre dos:

{\displaystyle n={\frac {b-a}{2}}}
- Si los lados de un trapecio son respectivamente iguales a los de otro trapecio, entonces los trapecios son iguales.

- La altura h de un trapecio puede calcularse, en función de las dos bases, a y c, y de los dos lados b y d, mediante la siguiente ecuación:

{\displaystyle h={\frac {\sqrt {4(a-c)^{2}d^{2}-\left(d^{2}+(a-c)^{2}-b^{2}\right)^{2}}}{2(a-c)}}}
En donde a es la base mayor, c es la base menor, y los lados no paralelos son b y d.

#### Diagonales y lados
Teniendo en cuenta que {\displaystyle d_{1},d_{2}} son las diagonales, {\displaystyle a,b} las bases,  {\displaystyle c,d} los lados no paralelos, n el segmento que conecta los puntos medios de las bases, m la paralela a las bases que pasa por la intersección de diagonales, se cumplen estas fórmulas:
{\displaystyle d_{1}^{2}+d_{2}^{2}=c^{2}+d^{2}+2ab}
{\displaystyle m={\frac {2ab}{a+b}}d_{1}^{2}+d_{2}^{2}}
{\displaystyle n={\frac {1}{2}}{\sqrt {2(c^{2}+d^{2}+ab)-(a^{2}+b^{2})}}}
{\displaystyle n={\frac {1}{2}}{\sqrt {2(d_{1}^{2}+d_{2}^{2}-ab)-(a^{2}+b^{2})}}}

#### Área
El área A de un trapecio de bases a y c y de altura h es igual a la semisuma de las bases por la altura:
{\displaystyle A={\frac {a+c}{2}}\cdot {h}}.
Si solo se conocen las longitudes de los cuatro lados:
{\displaystyle A={\frac {a+c}{4(|a-c|)}}{\sqrt {(-a+b+c+d)(-a-b+c+d)(-a-b+c-d)(a-b-c+d)}}}
Donde a y c son las bases del trapecio.

#### Teorema de Euler
- El teorema de Euler, en el caso de un trapecio isósceles, se reduce a

{\displaystyle a^{2}+b^{2}+2c^{2}=2d^{2}+4m^{2}\,}
siendo a y b las bases, c el lado igual y d la diagonal y m el segmento que une los puntos medios de las diagonales.

#### Caso isósceles
Siendo a la base mayor; b, la base menor; c=d, los lados no paralelos; γ, ángulo en la base mayor, resulta el área:
{\displaystyle A=(a-\cos \gamma )c\operatorname {sen} \gamma =(b+\cos t\gamma )c\operatorname {sen} \gamma }

## Aplicaciones

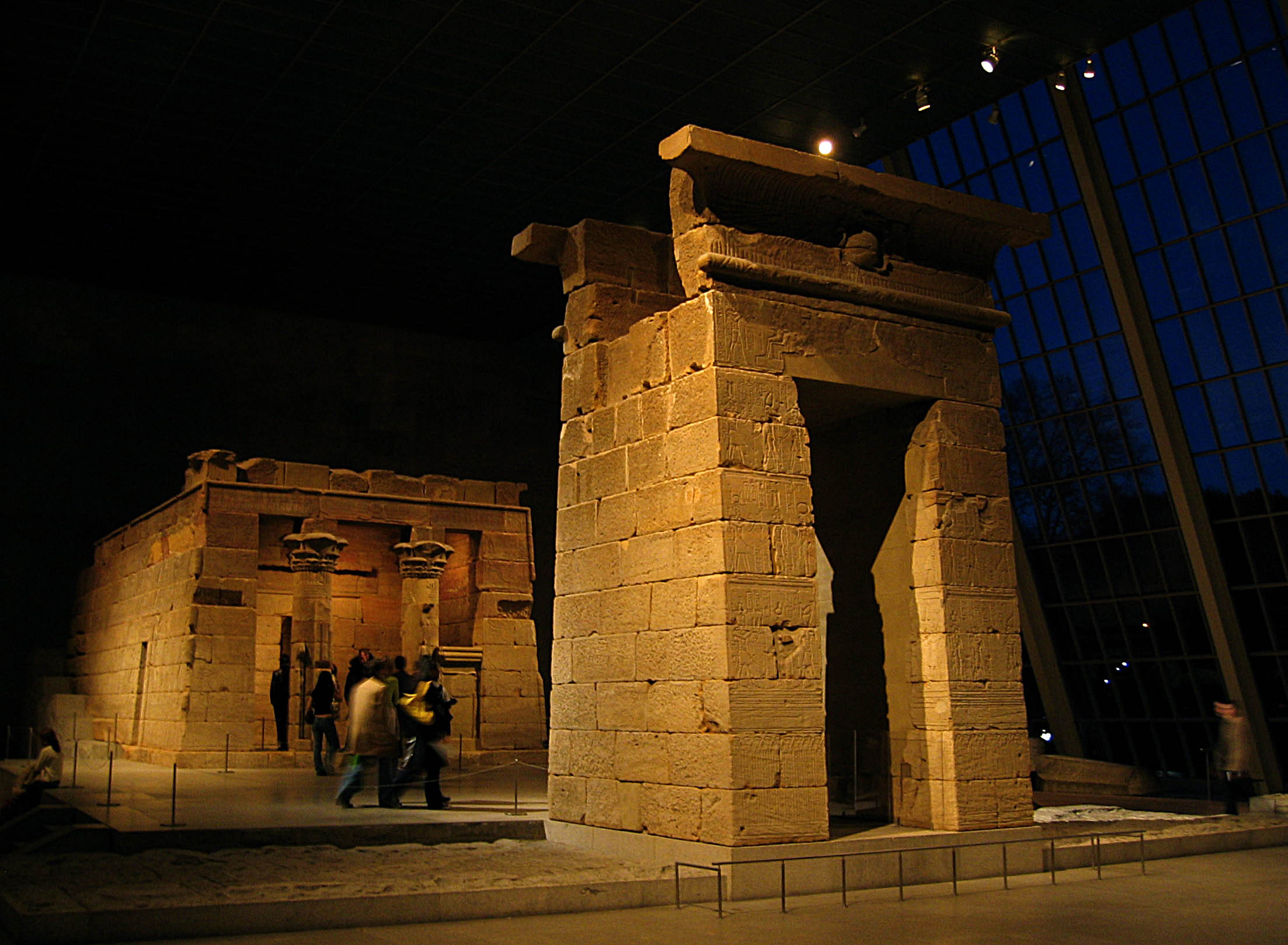
El Templo de Dendur en el Museo Metropolitano de Arte en Nueva York

### Arquitectura
En arquitectura, la palabra se utiliza para referirse a puertas, ventanas y edificios simétricos construidos más anchos en la base y que se estrechan hacia la parte superior, al estilo egipcio. Si éstos tienen lados rectos y esquinas angulares agudas, sus formas suelen ser  trapezoides isósceles. Este era el estilo estándar para las puertas y ventanas de la Inca.

### Geometría
El problema de las escaleras cruzadas es el problema de hallar la distancia entre los lados paralelos de un trapecio rectángulo, dadas las longitudes de las diagonales y la distancia del cateto perpendicular a la intersección de diagonales.

### Biología

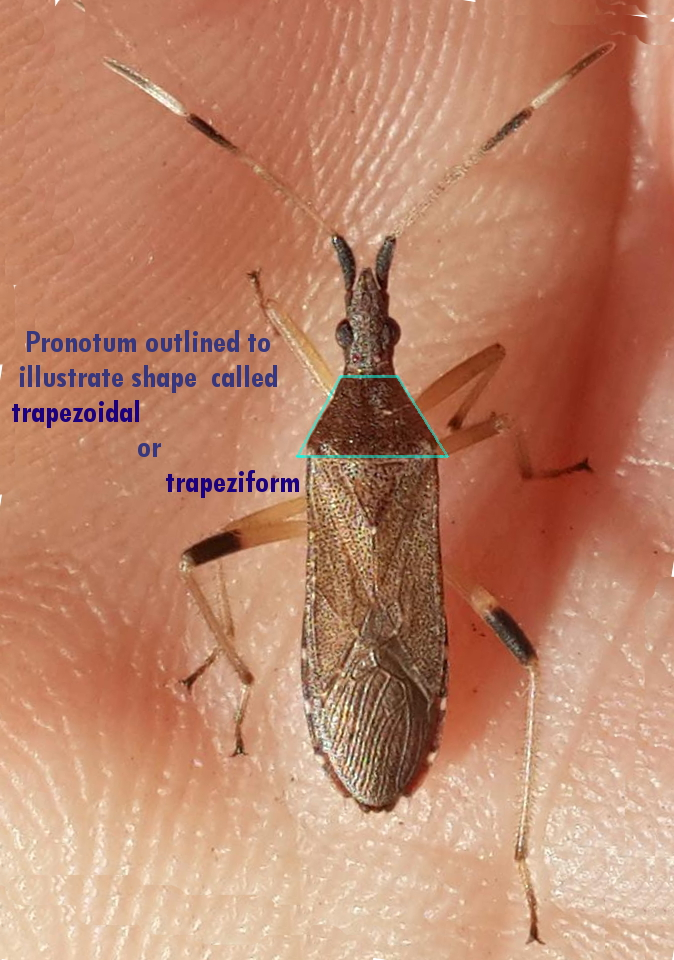
Ejemplo de un protórax trapeciforme esbozado en un hemíptero

En morfología, taxonomía y otras disciplinas descriptivas en las que es necesario un término para tales formas, términos como trapezoidal o trapeziforme suelen ser útiles en descripciones de órganos o formas particulares.

### Ingeniería informática
En ingeniería informática, concretamente en lógica digital y arquitectura de computadores, los trapecios se suelen utilizar para simbolizar multiplexores. Los multiplexores son elementos lógicos que seleccionan entre múltiples elementos y producen una única salida basada en una señal de selección. Los diseños típicos emplearán trapezoides sin indicar específicamente que son multiplexores, ya que son universalmente equivalentes.

## Otras propiedades
El centro de área (centro de masa para una lámina uniforme) se encuentra a lo largo del segmento de línea que une los puntos medios de los lados paralelos, a una distancia perpendicular x del lado más largo b dada por
{\displaystyle x={\frac {h}{3}}\left({\frac {2a+b}{a+b}}\right).}
El centro del área divide este segmento en la proporción (cuando se toma desde el lado corto al largo){rp|p. 862}}
{\displaystyle {\frac {a+2b}{2a+b}}.}
Si las bisectrices de los ángulos A y B se cruzan en P, y las bisectrices de los ángulos C y D se cruzan en Q, entonces
{\displaystyle PQ={\frac {|AD+BC-AB-CD|}{2}}.}